# Calliaster quadrispinus
Calliaster quadrispinus är en sjöstjärneart som beskrevs av Yin-Xia Liao 1989. Calliaster quadrispinus ingår i släktet Calliaster och familjen ledsjöstjärnor. Inga underarter finns listade i Catalogue of Life.